# Ель-Пінар (Гранада)
Ель-Пінар (ісп. El Pinar) — муніципалітет в Іспанії, у складі автономної спільноти Андалусія, у провінції Гранада. Населення — 1011 осіб (2010).
Муніципалітет розташований на відстані близько 390 км на південь від Мадрида, 29 км на південь від Гранади.
На території муніципалітету розташовані такі населені пункти: (дані про населення за 2010 рік)
- Асебучес: 32 особи
- Ісбор: 238 осіб
- Пінос-дель-Вальє: 741 особа

## Демографія
Динаміка населення (INE ):

## Галерея зображень

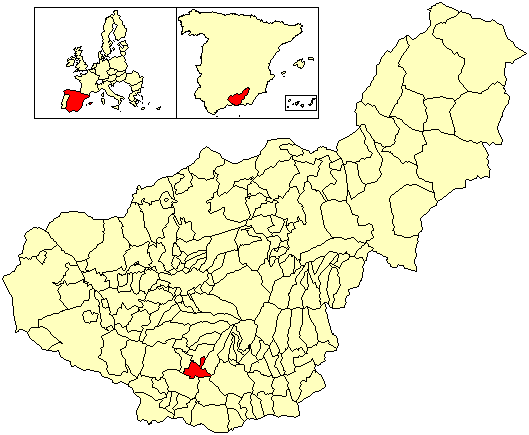
Розташування муніципалітету у провінції Гранада